# 小川友一
小川 友一（おがわ ゆういち、1946年2月27日 - 2024年1月14日）は、日本の政治家。自由民主党所属の元衆議院議員（1期）。東京都日野市出身。

## 略歴
1964年東京都立第五商業高等学校、1968年日本大学商学部卒業。家業の鉄工所経営を経て、「教育立国」を掲げた新自由クラブの理念に賛同し、伊藤公介衆議院議員の秘書を11年間務めた。伊藤の自民党入党に従った後、1990年日野市議会議員に当選（以後4期15年）。2000年に市議会議長に就任し、以後日野市では初めて2期連続で議長（第20・21代）を務めた。
2005年の総選挙に、解散直後に比例区に鞍替えした高木陽介（公明党）に代わって、急遽東京21区（立川市、日野市、昭島市）から自由民主党公認・公明党推薦で立候補し、前職の長島昭久（民主党）に1万票以上の差をつけ、いわゆる小泉チルドレンとして初当選。当選後は清和政策研究会（町村派）、83会、伝統と創造の会（副会長）、国家戦略本部に所属。
議会役職は、文部科学委員会（委員）、災害対策特別委員会（委員）、財務金融委員会（委員）。国体対策委員は、国土・建設関係団体副委員長、都市の農業を考える若手議員の会会長、東京都連広報委員長代理。
2007年7月21日、妻・洋子が死去する。
2009年の第45回衆議院議員総選挙でも公明党の推薦を受けたが、東京21区で長島にダブルスコアで惨敗し、比例復活もならず落選した。
2017年4月29日付の春の叙勲で、旭日小綬章を受章。
上杉鷹山を尊敬し、「民富まずして藩潤わず」が政治信条。
2024年1月14日午後7時30分、肺がんのため、東京都日野市内の自宅で死去した。77歳没。死没日付をもって従六位に叙された。

## 政策
日野市議会議長の任期中、給食調理員による職務専念義務違反（ヤミ専従）を指摘した。また、市議会議員定数を従来の30議席から26議席に4減させ、年功序列であった市職員の給与体系を是正するための職能給制度を導入するなどし、「24年間にわたる革新・共産市政の負債で逼迫した市の財政再建に尽力した」と主張している。
市議会議員時代より地方分権に関心を持ち、道州制に賛同。2002年には総務省の担当者を招き、市議会内で道州制に関する勉強会を超党派で開催した。衆議院議員当選後、自民党国家戦略本部でも道州制議論を続けている。
日本会議・歴史事実委員会に所属し、伝統と創造の会の副会長を務めるなど保守系論者であり、人権擁護法案や外国人参政権に関しては慎重な姿勢を採る。
「戦後教育に問題があった」と主張し、安倍内閣での教育基本法改正、教育三法の制定を、「私の政治の原点であった教育改革の第一歩」と賞賛している。また、日本教職員組合問題究明議員連盟に所属しており、日本教職員組合に対しては否定的な見解の持ち主である。
2007年6月14日、ワシントン・ポストに掲載されたアメリカ合衆国下院121号決議の全面撤回を求める広告「THE FACTS」の賛同者に名を連ねている。
市議時代には、民間で出来ることは民間に任せるべきとの考えから箱物行政に関して反対する立場を採り、市議会議員当時は多額の負債を計上していた日野市立病院の改修に反対していたが、2009年の第45回衆議院議員総選挙にあたり町村信孝と共に撮影した事前運動ポスターでは「三多摩副都心宣言」なるスローガンを掲げるなど、国政進出後は開発推進派へと転じた。
渋滞の解消を目的とした、選挙区内の日野市を通る国道20号バイパスの開通について、「今までで最も嬉しかったこと」として、「念願の日野市20号バイパスが開通し、その好影響が数値化されたこと」と書いている。

## 所属していた団体・議員連盟
- 日本会議国会議員懇談会
- 伝統と創造の会
- 歴史事実委員会
- 日本教職員組合問題究明議員連盟
- 日韓議員連盟
- 83会